# 梅肯縣 (喬治亞州)
梅肯縣（英語：Macon County）是美國喬治亞州西部的一個縣。面積1,051平方公里。根据美國2000年人口普查，共有人口14,074人，2005年人口為13,745人。縣治奧格爾索普（Oglethorpe）。
成立於1837年12月14日，以代表北卡羅萊納州的眾議員、參議員的纳撒尼尔·梅肯（Nathaniel Macon）命名。